# Nordheim (Baden-Württemberg)
Nordheim è un comune tedesco di 7 490 abitanti, situato nel land del Baden-Württemberg.